# Elezioni presidenziali in Austria del 1965
Le elezioni presidenziali in Austria del 1965 si tennero il 23 maggio. Fu eletto Presidente il candidato sostenuto dal Partito Socialista d'Austria, Franz Jonas.

## Risultati
| Franz Jonas     | Partito Socialista d'Austria | 2 324 436 | 50,69 |  |  |  |  |  |
| Alfons Gorbach  | Partito Popolare Austriaco   | 2 260 888 | 49,31 |  |  |  |  |  |
| Totale          | Totale                       | 4 585 324 | 100   |  |  |  |  |  |
|                 |                              |           |       |  |  |  |  |  |
| Voti non validi | Voti non validi              | 94 103    | 2,01  |  |  |  |  |  |
| Votanti         | Votanti                      | 4 679 427 |       |  |  |  |  |  |